# Kishiwada
Kishiwada (岸和田市?, Kishiwada-shi) è una città giapponese della prefettura di Ōsaka.